# (16231) Jessberger
(16231) Jessberger est un astéroïde de la ceinture principale.

## Description
(16231) Jessberger est un astéroïde de la ceinture principale. Il fut découvert le 11 mars 2000 à la station Anderson Mesa par le programme LONEOS. Il présente une orbite caractérisée par un demi-grand axe de 3,10 UA, une excentricité de 0,14 et une inclinaison de 2,9° par rapport à l'écliptique.

## Compléments